# Kolathupalayam
Kolathupalayam es una ciudad y nagar Panchayat situada en el distrito de Tirupur en el estado de Tamil Nadu (India). Su población es de 17819 habitantes (2011). Se encuentra a 13 km de Tirupur y a 58 km de Coimbatore.

## Demografía
Según el censo de 2011 la población de Kolathupalayam era de 17819 habitantes, de los cuales 8770 eran hombres y 9049 eran mujeres. Kolathupalayam tiene una tasa media de alfabetización del 70,84%, inferior a la media estatal del 80,09%: la alfabetización masculina es del 80,85%, y la alfabetización femenina del 61,17%.